# Sant Llubí d'Espinavell
Sant Llubí d'Espinavell és una antiga església romànica de la qual a penes en queden restes, situada al sud-oest de l'antic terme d'Orcau, actualment d'Isona i Conca Dellà, prop i a la dreta del riu d'Abella.